# 后库陈氏家庙
后库陈氏家庙位于福建省晋江市安海镇安东村后库。
后库陈氏肇基于宋朝，人才辈出。元末明初，将南宋末三世祖、金华知府陈怘讲学堂改为家庙。家庙为木石结构，面宽五间。雕刻精致，多匾额。
1949年以后陈氏家庙被征用作为粮店仓库。1989年归还修复，2013年2月5日，后库陈氏家庙公布为晋江市第五批市级文物保护单位。陈氏家庙东侧有飞钱里牌楼和接官亭。
2016年后库陈氏家庙获评为“中国望族名祠”。